# Тринидадско-французские отношения
Тринидадско-французские отношения — двусторонние дипломатические отношения между Тринидадом и Тобаго и Францией. Страны поддерживают отношения на протяжении около двухсот лет. Франция имеет посольство в Порт-оф-Спейне, а интересы Тринидада и Тобаго представлены во Франции через посольство в Брюсселе (Бельгия). Между странами подписаны двусторонние инвестиционные соглашения.

## История
В XVII веке Франция колонизировала Тобаго, которой управляла с августа 1666 года по март 1667 года. 6 декабря 1677 года французы атаковали голландские земли и захватили весь остров, а затем вернули его голландцам в соответствии с первым Нимвегенскиv договором от 10 августа 1678 года. В 1751 году французские колонисты стали прибывать на остров, но затем Франция уступила его Великобритании после подписания Парижского мирного договора от 10 февраля 1763 года. Тем не менее, большинство поселенцев на острове были французами, а французское влияние стало доминирующим. Со 2 июня 1781 года по 15 апреля 1793 года этот остров вновь находился под управлением Франции.

## Культурное наследие
В 1790-е годы французские креолы занимали доминирующие положение на Тринидаде, что создало мощное французское культурное влияние. Это выражалось не только в широком распространении французского диалекта креольского языка, но также в увлечении населения католической традицией карнавала. Автор книги Trinidad & Tobago Шон Шихан заявлял, что около ста лет язык, на котором говорили в Тринидаде и Тобаго, был диалектом французского языка, с включением слов из языков чви или йоруба. Даже в нынешнее время в Тринидаде и Тобаго есть сильное влияние французского языка, а в некоторых сельских районах люди говорят на языке, который ближе к французскому, чем к английскому.